# Tresco (vaarkaart)

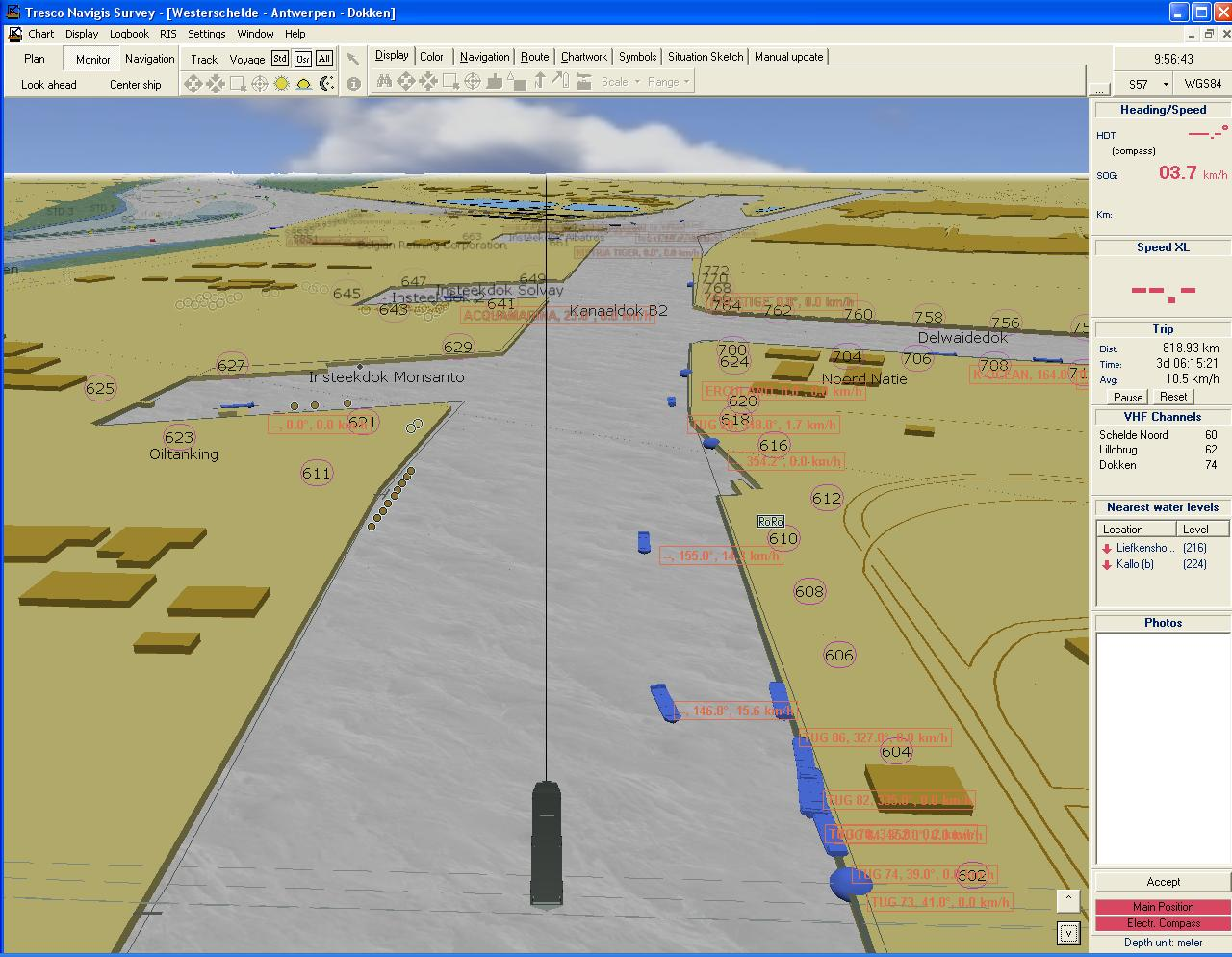
Tresco screenshot of PC Navigis in 3D-mode with AIS targets

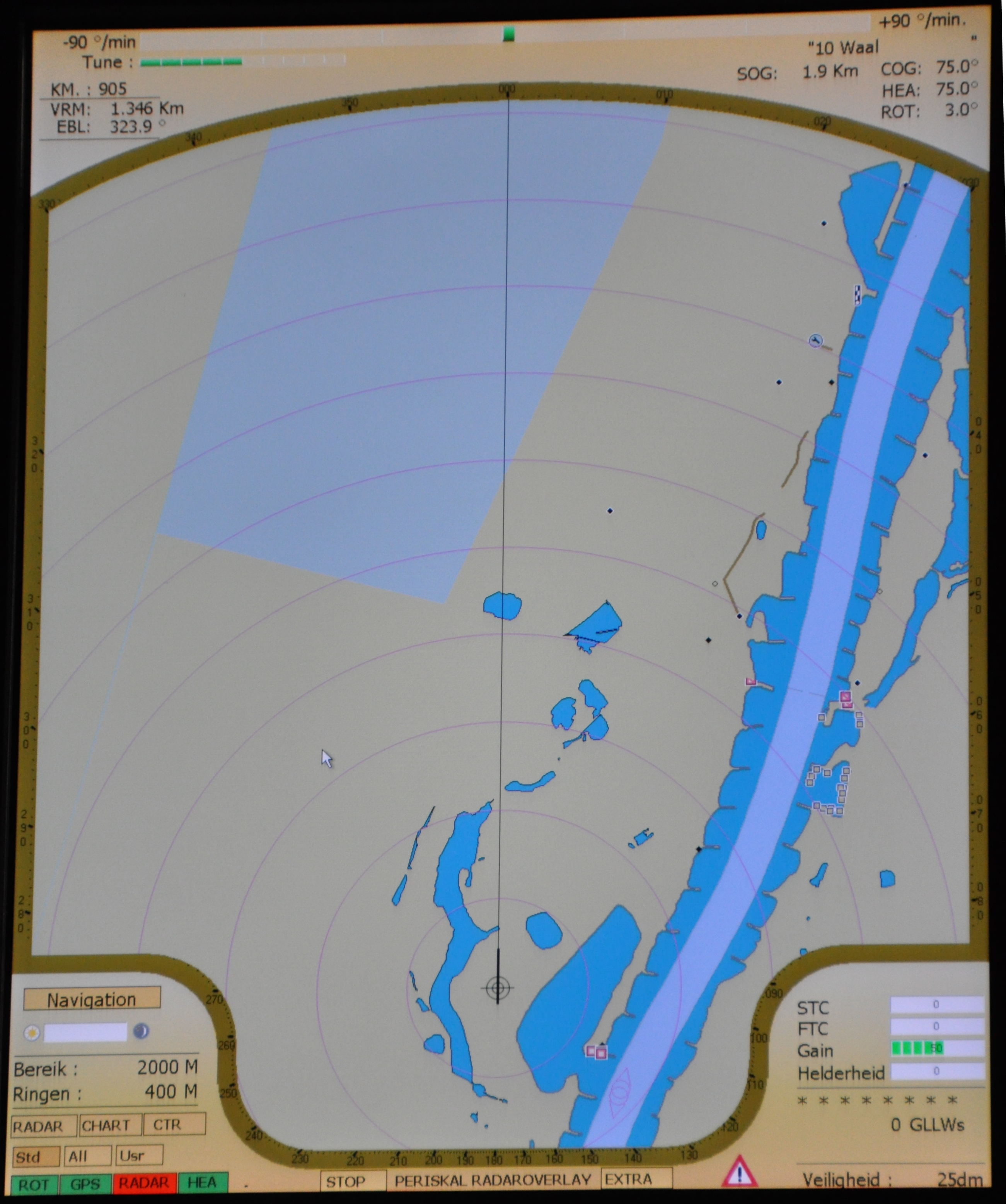
Periskal radaroverlay

Onder de naam Tresco worden elektronische vaarkaarten, vectorkaarten, voor de binnenvaart op de markt gebracht. De naam Tresco evolueerde van merknaam naar soortnaam, hetgeen bevorderd werd doordat meerdere bedrijven die deze categorie software ontwikkelen vaak met dezelfde namen werken.

## Integratie
De kaarten zijn ontworpen voor het gebruik in Inland ECDIS systemen voor de binnenvaart. De positie van het schip wordt bepaald door middel van gps en het signaal wordt gecorrigeerd met behulp van de WAAS- en EGNOS satellietcorrectiesignalen, alsmede de RF-differentieelbakens. Daarmee wordt de positie van het schip zo nauwkeurig op de kaart aangegeven dat veel schippers er op navigeren. Een elektronische vaarkaart biedt daarnaast veel meer mogelijkheden voor navigatie-ondersteuning dan de papieren vaarkaarten, doordat er veel mogelijkheden kunnen worden geïntegreerd in het systeem van zo'n kaart, onder andere:
- Het radarbeeld kan op het beeldscherm met de kaart worden geïntegreerd, ARPA (Automatic RADAR Plotting Aid) verwerkt. Data van een raster-scan radar, of een synthetic ARPA. Daarmee kunnen ook radarbeelden van andere schepen in de kaart gezet worden.
- De bochtaanwijzer
- De koersrichting van het elektronisch kompas.
- De snelheid van het schip.
- De afstand tot de bodem van het vaarwater, via het echolood.
- Voor positiebepaling kan gebruikgemaakt worden van diverse systemen voor plaatsbepaling, zoals global positioning system (gps) en vergelijkbaar en die positie kan op het scherm geprojecteerd worden.
- De positie van andere schepen rond het schip, via Automatic Identification System, versie Inland AIS
- Verkeersborden op de wal komen automatisch in beeld
- Namen van bruggen sluizen komen samen met het juiste marifoonkanaal op het scherm in beeld

## Tresco
Bij de elektronische vaarkaarten voor het Europese vaarwegennet die in commerciële pakketten voor Inland ECDIS worden gebruikt voegt de kaartenmaker zelf de nodige aanpassingen door en houdt ze aan boord via abonnementen bij de tijd. Daardoor zijn ze geschikt om op te navigeren. De naam Tresco wordt gebruikt door twee verschillende, voorheen samenwerkende bedrijven. Dit veroorzaakt al jaren verwarring in de binnenvaart, omdat het bij beide bedrijven om vergelijkbare namen en producten gaat. In de binnenvaart is de naam Tresco van merknaam naar soortnaam geëvolueerd, hetgeen de verwarring alleen maar vergroot. Daartoe draagt ook bij dat de in de Tresco Viewer gebruikte radaroverlay als een concurrerend product onder de naam RADARpilot 720° door Innovative navigation GmbH uit Kornwestheim zelf op de markt wordt gebracht.

## Bedrijven
- Periskal Group, handelsnaam voor Periskal BV te Wuustwezel levert de Periskal Inland ECDIS Viewer en de Periskal Radar Overlay als elektronische vaarkaart met een analoge radarkaart van argonav GmbH (voorheen Innovative Navigation GmbH). Het bedrijf werd door Marc Persoons en Wim Kalfsvel opgericht in 1990 en werkten samen met Prof. Van Biesen van de Vrije Universiteit Brussel. Ze brachten met de Belgica, een onderzoeksschip van de Belgische regering, de Westerschelde en de Noordzee in kaart ten behoeve van het baggeren. De resultaten werden vastgelegd in digitale vectorkaarten, uStation kaarten.

- Tresco Engineering bvba te Antwerpen, levert het pakket Navigis River als elektronische vaarkaart en daarbij het Tresco radaroverlay, NaviChart en AlphaChart. Het bedrijf werd door Yves Hacha en Jo Jacobs opgericht in 1994. Vanuit Antwerpen verkocht men de eigen pakketten PC-Navigis en Navigis Coaster aan de beroepsvaart.

## Binnenvaart
Het bleek dat de bundel van GIS- en CAD-techniek via PC Navigis van Tresco Antwerpen met de kaarten van Tresco Wuustwezel een goed resultaat opleverde en daarmee werd in 1993 deelgenomen aan de Nederlandse beurzen Hiswa voor de watersport en Europort voor de beroepsvaart. Omdat de respons vanuit de watersport tegenviel maakten maakte men de keuze het pakket uitsluitend voor de binnenvaart uit te brengen en werd een derde bedrijf, Tresco Navigation Systems bvba, opgericht met het oog op de verkoop in West-Europa. Het eerste binnenschip dat met de bundel werd voorzien was de Fixut Maris. Een doorbraak kwam met het besluit van president Clinton om het gps voor niet militair gebruik veel nauwkeuriger te maken. Tot 2002 werd dit pakket verkocht.

## Periskal Group
In 2002 ging Tresco Wuustwezel een partnership aan met het Duitse bedrijf Innovative Navigation GmbH (sinds maart 2021 argonav GmbH), producent van radaroverlay systemen. De ontwikkelde software (met 7Cs kernel) maakte nu de integratie van door Tresco Wuustwezel gemaakte kaarten ook met de radar systemen mogelijk. In 2003 werd met Seven C’s samenwerking gezocht, een bedrijf dat specialist was in Inland ECDIS S-57. Er ontstond een dispuut over de naam Navigis en scheidden zich de wegen.
Vanaf dat jaar heet het pakket dat Tresco Wuustwezel verkoopt Tresco Inland ECDIS Viewer.
In 2003 werden ook de commerciële activiteiten terug overgenomen door Tresco Wuustwezel. (Tresco Navigation Systems bvba was na 2002 als vennootschap niet meer actief.) Tresco Antwerpen verkocht daarna zelf de Tresco NaviChart. Dat werd vanaf 2003 ook uitgebracht door Alphatron Marine, onder de naam AlphaChart.
In 2005 kwamen de bedrijven tot een overeemkomst en werd de Periskal Group opgericht.
- Tresco Wuustwezel deed vanaf die tijd zaken onder de naam Periskal Group
- Tresco Antwerpen bleef onder de naam Tresco Engineering werken. Hun schermen kunnen de S-57 kaarten in 3D-perspektief projecteren (inclusief de AIS-targets).